# Exile (producteur)
Pour les articles homonymes, voir Exile.
 (mars 2018).
Si vous disposez d'ouvrages ou d'articles de référence ou si vous connaissez des sites web de qualité traitant du thème abordé ici, merci de compléter l'article en donnant les références utiles à sa vérifiabilité et en les liant à la section « Notes et références ».
Exile, de son vrai nom Aleksander Manfredi, originaire de Los Angeles, en Californie, est un disc jockey et
producteur de hip-hop américain. Il est membre du groupe Emanon avec Aloe Blacc mais également du duo Blu & Exile avec Blu.

## Discographie

### Albums studio
- 2006 : Dirty Science
- 2009 : Radio
- 2010 : Radio AM/FM
- 2011 : 4TRK Mind
- 2013 : Zip Disks & Floppies
- 2018 : Baker's Dozen: Exile

Avec Emanon
- 2001 : Imaginary Friends
- 2005 : The Waiting Room
- 2016 : Dystopia

Avec Blu & Exile
- 2007 : Below the Heavens
- 2012 : Give Me My Flowers While I Can Still Smell Them
- 2017 : In the Beginning: Before the Heavens

Avec Dag Savage
- 2014 : E&J

### Albums remix
- 2010 : Radio Bonus

### EP
- 2010 : Radio AM/FM EP
- 2011 : Los Angeles 10/10 (avec Free the Robots)
- 2012 : Maybe One Day (avec Blu & Exile)
- 2013 : The Dag Savage EP (avec  Dag Savage)
- 2016 : Tears for a Prince

### Mixtapes
- 2012 : Salvation (avec Dag Savage)
- 2014 : The Warning Tape (avec Dag Savage)